# Byers Peninsula

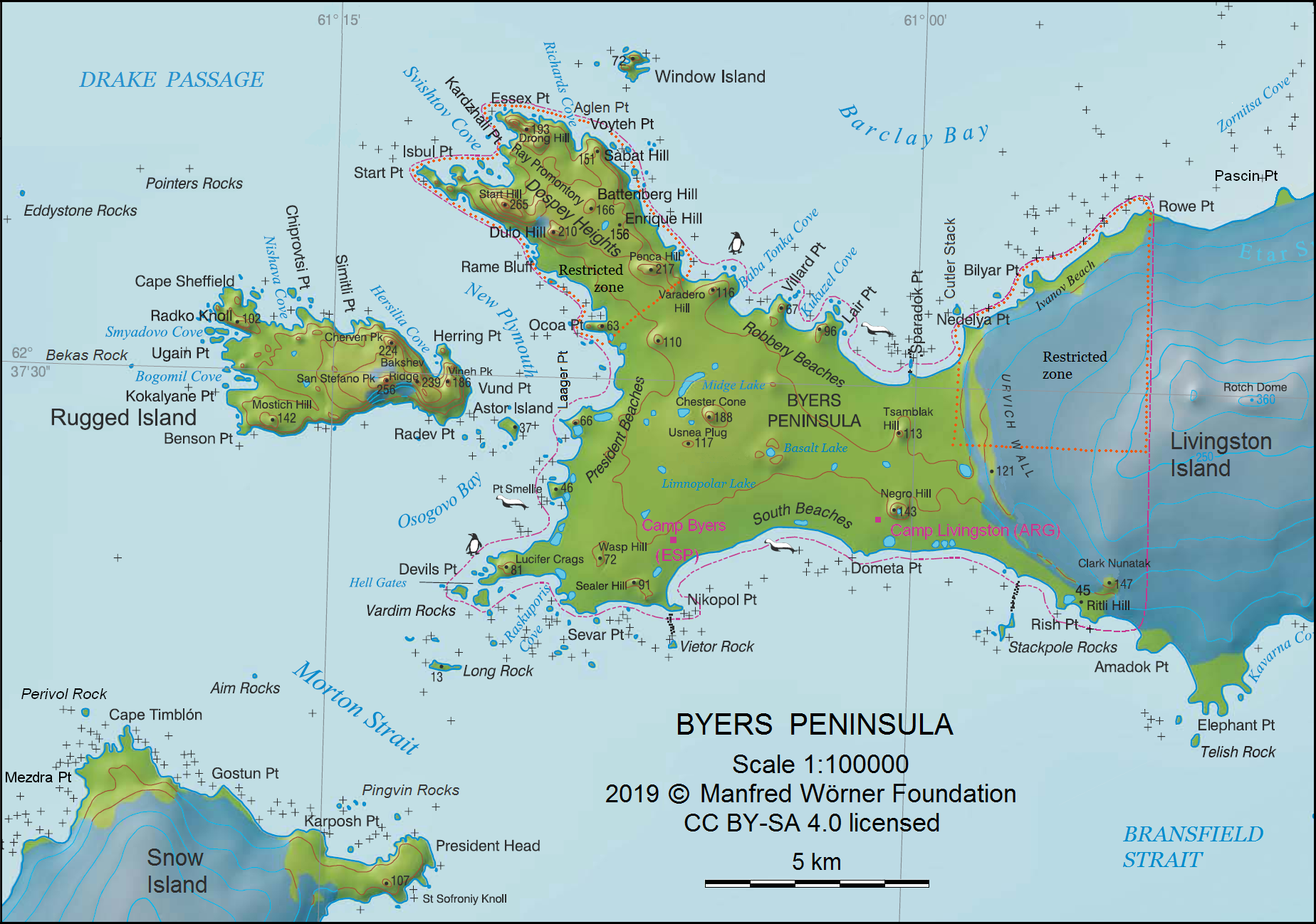
Topografisk karta över Byers-halvön

Byers Peninsula är en udde i Antarktis. Den ligger i Sydshetlandsöarna. Argentina, Chile och Storbritannien gör anspråk på området.